# Xerochlamys
Xerochlamys Baker – rodzaj roślin z rodziny Sarcolaenaceae, obejmujący 8 gatunków, występujących endemicznie w centralnym Madagaskarze.

## Morfologia
PokrójKrzewinki, krzewy lub małe drzewa. Młode gałązki zwykle spłaszczone, owłosione lub czasami nagie. Starsze gałęzie nagie lub owłosione, bez przetchlinek.
LiścieUlistnienie nakrzyżległe. Liście proste, o blaszkach całobrzegich do falistych, eliptycznych, jajowatych lub niemal podługowatych, o nasadzie sercowatej do zaokrąglonej i wierzchołku wciętym do lekko ostrego, bez widocznego użyłkowania, zwykle owłosione, papierowate, rzadziej skórzaste. Ogonki liściowe owłosione, rynienkowate. Przylistki brązowe, krótko owłosione, sparowane, zrośnięte, stożkowate.
KwiatyPojedyncze lub zebrane w wierzchotkę, siedzące lub na krótkiej szypułce, wsparte owłosioną, mięsistą okrywą zakończoną 12–28 trójkątnymi ząbkami. Trzy działki kielicha zielone, odwrotnie jajowate lub czasami podługowate, wcięte, odosiowo często owłosione, doosiowo nagie, dłuższe od okrywy. Pięć płatków korony odwrotnie jajowatych lub podługowatych, wygiętych, nagich, wyrastających poza okrywę o 7–17 mm. Ponad 20 pręcików. Nitki białe do zielonkawych, wolne, smukłe, nierównej długości. Pylniki żółte, otwierające się wzdłużną szczeliną. Słupek górny. Zalążnia kulista do jajowatej, trójkomorowa, gładka lub bruzdkowana, owłosiona. Szyjka słupka zielona, smukła, gęsto owłosiona. Znamię żółte, trójklapowe.
OwoceKuliste do jajowatych, bruzdkowane, wyrastające poza okrywę. Owocnia po dojrzeniu rozpada się we włoskowatą strukturę. Nasiona czarne do brązowych, eliptyczne do jajowatych, od 2 do 12 na owoc, rzadziej pojedyncze.

## Ekologia
Niektóre gatunki zasiedlają specyficzną dla Madagaskaru formę lasu kserofitycznego, zwaną "lasem tapiowym", zdominowanym przez drzewa z gatunku Uapaca bojeri (gatunek Xerochlamys diospyroidea jest dominujący w warstwie krzewów tych formacji), rosnąc na glebach skalistych na wysokości do 2000 m n.p.m. Część gatunków zasiedla tereny bardziej wilgotne, na południowo-wschodnim wybrzeżu wyspy.

## Systematyka
Jeden z rodzajów w rodzinie Sarcolaenaceae.
Gatunki
- Xerochlamys bojeriana (Baill.) F.Gérard
- Xerochlamys coriacea  Hong-Wa
- Xerochlamys diospyroidea  (Baill.) F.Gérard
- Xerochlamys elliptica  F.Gérard
- Xerochlamys itremoensis  Hong-Wa
- Xerochlamys tampoketsensis  F.Gérard
- Xerochlamys undulata  Hong-Wa
- Xerochlamys villosa  F.Gérard

## Nazewnictwo
Nazwa rodzaju pochodzi od greckich słów ξηρός (xeros – suchy) i χλαμύς (chlamys – tabard, rodzaj krótkiego męskiego płaszcza).

## Zagrożenie i ochrona
7 gatunków Xerochlamys zostało ujętych w Czerwonej Księdze Gatunków Zagrożonych IUCN ze statusem od narażony do krytycznie zagrożony wyginięciem.

## Zastosowanie
Drewno niektórych gatunków wykorzystywane jest na opał. Rośliny z gatunków X. diospyroidea i X. itremoensis są wykorzystywane przez ludność lokalną jako składnik do produkcji napojów alkoholowych. Korzenie X. bojeriana są stosowane jako źródło garbników, do aromatyzowania rumu i jako lekarstwo dla świń.